# Schlacht am Cedar Creek
Guard Hill – Summit Point – Smithfield Crossing – Berryville – Winchester III – Fisher's Hill – Tom's Brook – Cedar Creek
Die Schlacht am Cedar Creek oder auch Schlacht bei Belle Grove fand am 19. Oktober 1864 im Shenandoahtal in Virginia statt und war die abschließende Schlacht von Sheridans Feldzug im Shenandoahtal während des Amerikanischen Bürgerkrieges.

## Hintergrund
General Lee entschloss sich am 12. Juni 1864, das gesamte II. Korps der Nord-Virginia-Armee unter Generalleutnant Jubal A. Early aus der Front bei Cold Harbor herauszulösen. Early erhielt den Auftrag, Generalmajor Hunter, der die Virginia Central Railroad – die einzige Versorgungslinie Lees aus dem Westen – bedrohte, aus dem Shenandoahtal zu vertreiben, durch das Tal nach Nordosten vorzugehen und letztlich Washington, D.C. zu bedrohen. Damit verband Lee die Hoffnung, dass Grant wegen der Bedrohung Washingtons Truppen von der virginischen Front abziehen würde. Das Korps bildete mit bereits im Shenandoahtal vorhandenen Truppen die neue Army of the Valley.
Generalleutnant Grant ließ im Juli 1864 zwei Korps im Seetransport und zwei Divisionen des Kavalleriekorps der Potomac-Armee in den Raum Washington, D.C. verlegen. Generalmajor Philip Sheridan unterstellte er alle Truppenteile dort und erteilte im am 1. August 1864 den Auftrag, Early durch das Shenandoahtal zu verfolgen und zu vernichten.

## Ausgangslage
Nach der Niederlage bei Fishers Hill verfolgte Sheridan die ausweichenden Konföderierten bis in den Raum Waynesboro, Virginia. Bis Anfang Oktober zerstörten die Unionstruppen alles, was sie fanden. Bis zum 8. Oktober hatten die Unionstruppen den Landstrich verlassen und marschierten zurück in Richtung Strasburg, Virginia. Die ständigen Versuche der Konföderierten, den Marsch zu stören, endeten am 9. Oktober in der Schlacht bei Toms Brook, in der die Kampfkraft der konföderierten Kavallerie erheblich verringert wurde. Sheridans Truppen bezogen danach Quartiere zwischen Front Royal, Virginia und Middletown, Virginia.
Die konföderierten Truppen erreichten den Raum nördlich Strasburg am 13. Oktober, entfalteten in Gefechtsformation und begannen die Unionstruppen bei Cedars Creek und Middletown mit Artillerie zu beschießen. Nach einem Gegenangriff der Unionstruppen wichen die Konföderierten bis auf die ehemaligen Stellungen bei Fishers Hill aus. Die Unionstruppen bezogen erneut ihre Biwaks bei Middletown.
Die Versorgungslage der Valley-Armee war angespannt: Seit Wochen lebten die Soldaten von gekürzten Rationen. Das betraf nicht nur die Verpflegung, sondern auch Munition, Ausrüstung, Bekleidung und Bewaffnung.
Die Shenandoah-Armee wurde von Generalmajor Wright geführt, da Generalmajor Sheridan an einer Besprechung mit Generalleutnant Grant in Washington, D.C. teilnahm.

## Operationsplan und Truppeneinteilung

### Operationsplan

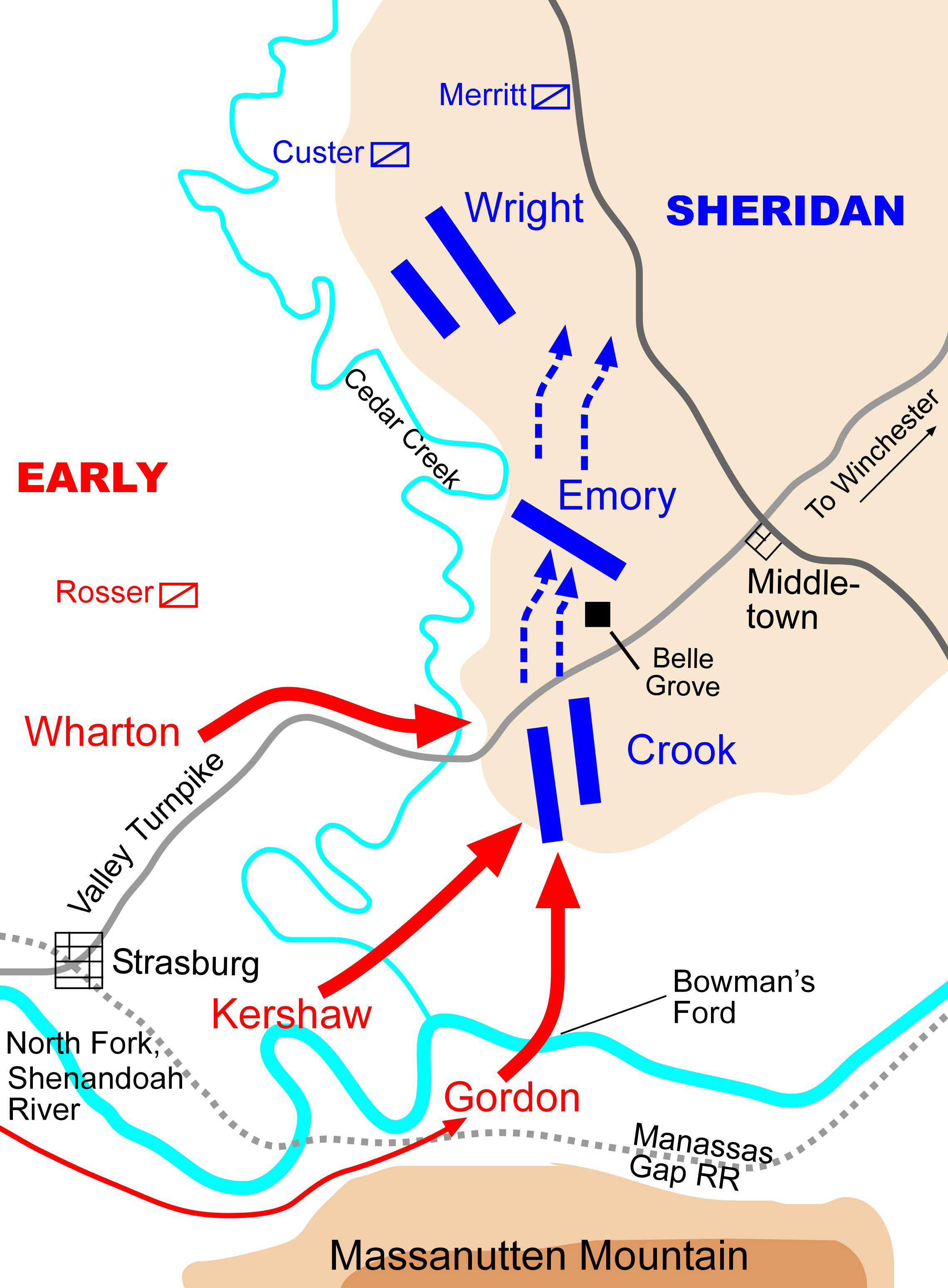
Operationsplan
rot: konföderierte Truppen
blau: Unionstruppen

Early befahl Generalmajor Gordon und Major Jedediah Hotchkiss am 17. Oktober 1864, die Stellungen der Unionstruppen von der Spitze des Massanutten Mountain aufzuklären. Er selbst konnte wegen Arthritis keine Berge ersteigen. Auf Grund des Ergebnisses stimmte Early dem Plan Gordons zu. Gordon sollte mit drei Divisionen den North Fork des Shenandoah an zwei Furten überschreiten, Kershaws Division den Cedar Creek überschreiten, sobald der Angriff der Hauptkräfte begonnen hatte, und Whartons Division mit Unterstützung der Kavallerie die Unionstruppen weiter im Norden binden. Die Kavalleriedivision Lomax' sollte weit östlich durch Front Royal ausholen und ein Ausweichen der Unionstruppen nach Osten verhindern. Die Marschbewegungen sollten noch am selben Abend beginnen und bis zur Morgendämmerung durchgeführt sein.
Eine besondere Bedeutung hatte der Valley Pike – heutige US 11. Er war die einzige befestigte, witterungsbeständige, zweispurige Straße im Shenandoahtal, die im Bereich der Schlacht von nordöstlich Middletown über die einzige befestigte Brücke über den Cedar Creek nach Strasburg und weiter nach Süden führte.

### Shenandoah-Armee (Union)
- VI. Korps unter Generalmajor Horatio Wright
- XIX. Korps unter Brigadegeneral William H. Emory
- VIII. Korps (West Virginia-Armee) unter Brigadegeneral George Crook
- Kavalleriekorps unter Generalmajor Alfred T. A. Torbert[10]

### Valley-Armee (Konföderation)
- Ramseurs Division unter Generalmajor S.D. Ramseur
- Pegrams Division unter Brigadegeneral John Pegram
- Gordons Division unter Generalmajor John B. Gordon
- Kershaws Division unter Generalmajor Joseph B. Kershaw
- Whartons Division unter Brigadegeneral Gabriel C. Wharton
- Lomax’ Division unter Generalmajor Lunsford L. Lomax
- Rossers Division unter Brigadegeneral Thomas L. Rosser[10]

## Die Schlacht

### Vorbereitung

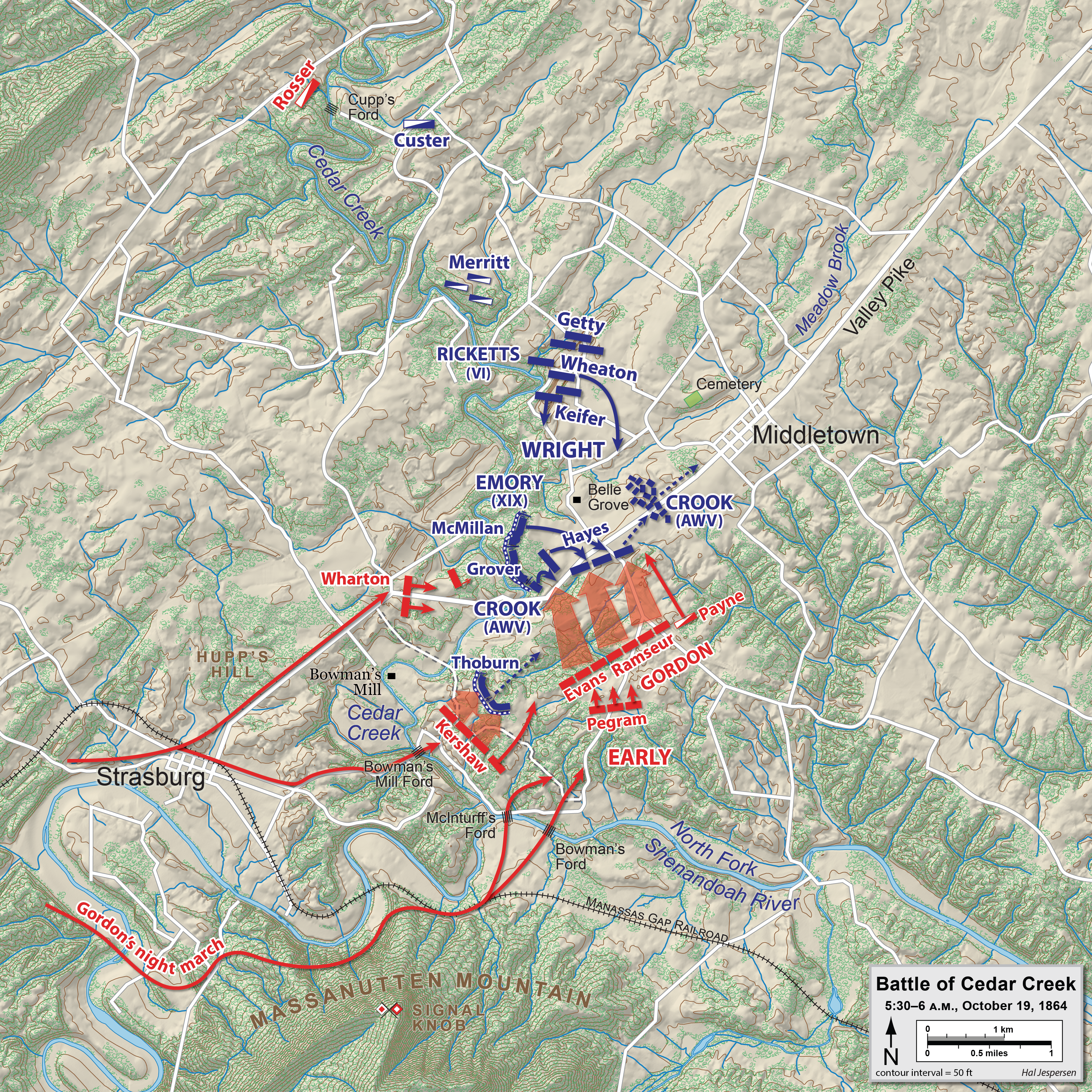
Erreichte Stellungen der Konföderierten bis 5:30 Uhr
rot: konföderierte Truppen
blau: Unionstruppen

Kurz nach Einbruch der Dunkelheit des extrem kalten 18. Oktobers verließen die Divisionen Gordons die Stellungen bei Fishers Hill. Alle Gegenstände, die Lärm erzeugen konnten, mussten die Soldaten zurücklassen. Die ersten Einheiten erreichten am 19. Oktober  gegen 3:00 Uhr nach einem anstrengenden Marsch in Schützenreihe die im Morgennebel liegenden Furten der North Fork des Shenandoah. Nach dem Durchwaten des Flusses marschierten die Verbände im Laufschritt in Reihe weiter nach Norden und formierten sich nach ungefähr 2 km gegen 5:30 Uhr nach Westen in Gefechtsformation.
In der Zwischenzeit hatte auch Kershaws Division den Cedar Creek erreicht. Bei ihm befand sich Early. Die Brigaden hatten bis 5:30 Uhr den Cedar Creek überquert und erneut die Gefechtsformation eingenommen. Gleichzeitig hatte die Division Whartons und fast die gesamte Artillerie Stellungen beiderseits des Valley Turnpikes am Nordrand von Hupps Hill erreicht. Die Kavalleriedivision von Generalmajor Rosser marschierte im Schritt, um die Geräusche der Hufschläge zu dämpfen, gegen 3:30 von Fishers Hill los und erreichte die Furten über den Cedar Creek 8,5 km nördlich von Strasburg gegen 4:00 Uhr. Nach dem Durchwaten der Furten kam es zu einem Schusswechsel mit den Alarmposten der Kavalleriedivision Generalmajors Custer, die aber ebenfalls nicht zu einer Alarmierung der schlafenden Soldaten des VI. Korps führten.
Kurze Schusswechsel mit Alarmposten des VIII. Korps führten nicht zu einer Alarmierung der schlafenden oder Frühstück zubereitenden Soldaten des Korps. Jedoch meinten deshalb Early und Kershaw, der Angriff Gordons hätte bereits begonnen.

### 05:00 – 06:00
Die Shenandoah-Armee hatte Verteidigungsstellungen in der vermuteten Angriffsrichtung – Westen – ausgebaut. Am linken Flügel hatte die 1. Division des VIII. Korps Feldbefestigungen auf einer Anhöhe gegenüber von Bowmans Mill Ford – der Übergangsstelle von Kershaws Division – angelegt. Die 2. Division hatte ihre Feldbefestigungen ungefähr 1200 Meter weiter nördlich mit Schussrichtung nach Westen angelegt. Hinter den Feldbefestigungen in östlicher Richtung lagen die Biwaks. Daran schlossen sich die Feldbefestigungen des XIX. Korps an, die westlich des Valley Pikes in der Art von Lünetten mit Schussrichtung nach Westen angelegt waren. Eine Brigade sicherte die Brücke, über die der Valley Pike über den Cedar Creek führte. Auch die Biwaks des XIX. Korps befanden sich östlich der Feldbefestigungen. Am rechten Flügel – ungefähr 1,5 km weiter nördlich, waren die Stellungen des VI. Korps. In der Mitte rund um das Gehöft Belle Grove befand sich das Armeehauptquartier mit hunderten von Versorgungsfahrzeugen. Die Biwaks selbst wurden durch Wachen und Alarmposten bewacht. Die meisten Soldaten in den Biwaks schliefen noch oder begannen gerade ihr Frühstück zuzubereiten.
Kershaws Brigaden begannen nach Einnahme der Gefechtsformation den Hügel hinauf anzugreifen. Die Regimenter in den Stellungen der Union waren völlig überrascht, feuerten einige Salven ab und wichen aus, als sie bemerkten, dass die Konföderierten bereits durch die in ihrem Rücken befindlichen Biwaks vorstürmten und sie in Gefahr gerieten, abgeschnitten zu werden.
Gleichzeitig griff Gordon mit zwei Divisionen durch die Biwaks des VIII. Korps an und traf jenseits der Camps auf die Division des Obersten Rutherford B. Hayes, des späteren US-Präsidenten. Die Soldaten feuerten aus den Feldbefestigungen mehrere Salven in die falsche Richtung, mussten dann jedoch gegen die Übermacht der angreifenden Konföderierten ausweichen.
Gegen 05:30 Uhr hatte Kershaws Division die Stellungen der 1. Division des VIII. Korps eingenommen und zu Gordons Divisionen aufgeschlossen.
Whartons Division rückte bei Angriffsbeginn entlang des Valley Turnpikes bis zur Cedar Creek Brücke vor, die von Truppenteilen des XIX. Korps gehalten wurde. Der Übergang gelang nicht.
Die Artillerie der Shenandoah-Armee war zu Angriffsbeginn bei Hupps Hill in Stellung gegangen und führte den Feuerkampf gegen die Stellungen des XIX. Korps.
Um 5:35 Uhr wurden dem Kommandierenden General des XIX. Korps und seinen Divisionskommandeuren bewusst, dass Gordon die linke Flanke der Armee umgangen hatte. Um der Bedrohung durch Gordon zu begegnen, begann Brigadegeneral Emory seine Truppenteile neu auszurichten. Dazu musste er die Großverbände, die seine linke Flanke darstellten und Wharton erfolgreich den Übergang über die Cedar-Creek-Brücke verwehrt hatten, abziehen. Dies erlaubte Brigadegeneral Wharton, den Fluss zu überqueren und in die Schlacht einzugreifen.
Die Konföderierten hatten bis 06:00 Uhr ein uniertes Korps geschlagen, dabei sieben Artilleriegeschütze, unzählige Sanitätswagen, Versorgungswagen und die gesamte Ausrüstung der Biwaks erbeutet. 530 Soldaten des VIII. Korps hatten sich ergeben, viele davon noch in ihren Zelten. Die Spitzen waren von Osten bis in die Nähe des Valley Pikes vorgestoßen. Die Soldaten des VIII. Korps waren geflohen und marschierten entlang des Valley Pikes ungeordnet durch Middletown nach Norden. Erst nördlich der Ortschaft gelang es den Truppenführern, ihre Verbände wieder zu reorganisieren.

### 06:00 – 07:30

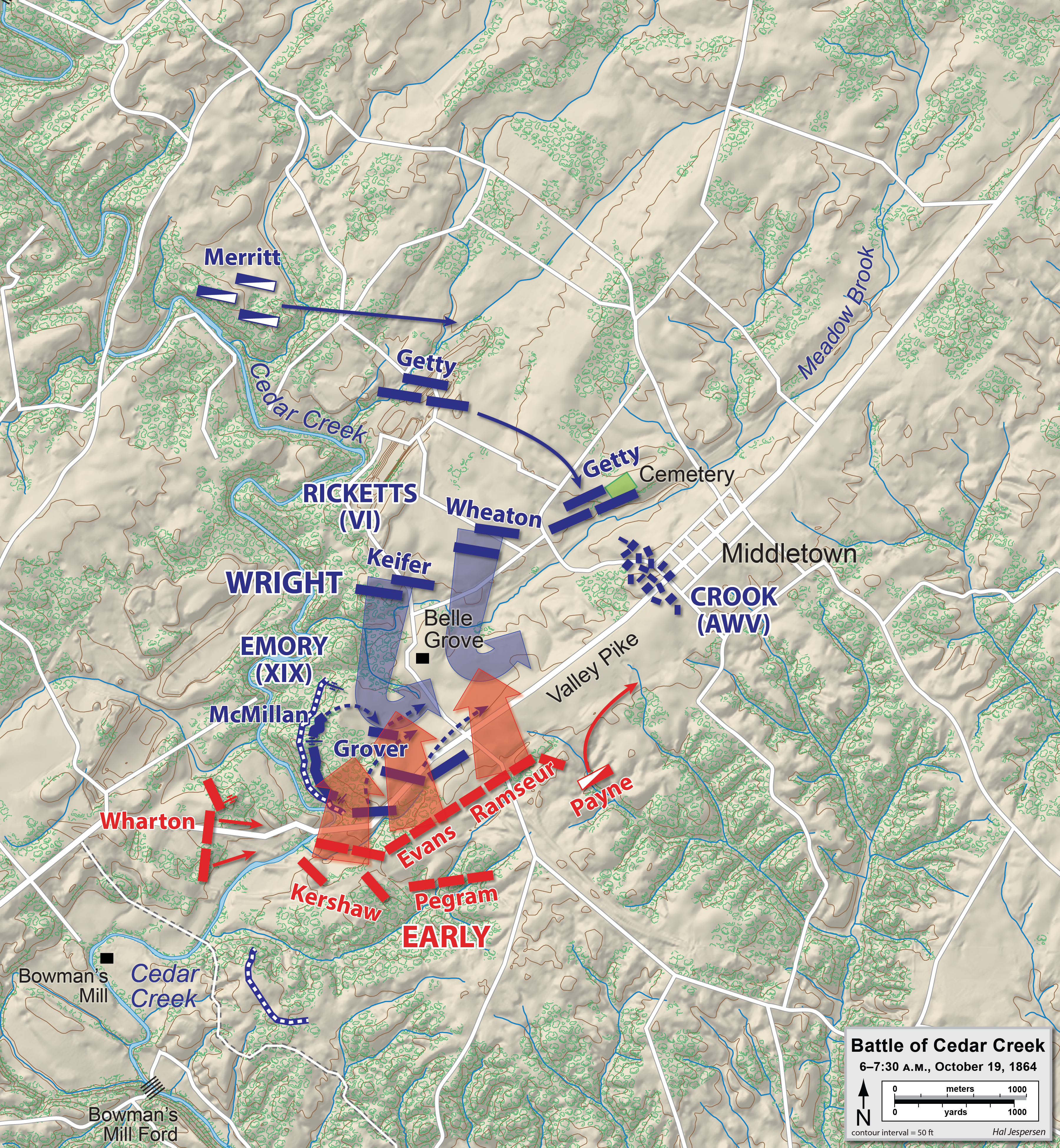
Erreichte Stellungen der Konföderierten bis 8:00 Uhr
rot: konföderierte Truppen
blau: Unionstruppen

Brigadegeneral Emory hatte kurz vor sechs Uhr einer Brigade befohlen, Stellungen östlich des Pikes zu beziehen, um zu verhindern, dass die Konföderierten den Pike erreichten und von dort von rückwärts in die eigenen Stellungen wirken konnten. Diese gewonnene Zeit sollten die Verbände zum Ausweichen nutzen. Der Brigade gelang es unter erheblichen Verlusten – 1.060 von 1.500 Soldaten, die angreifenden Konföderierten für eine halbe Stunde aufzuhalten. Diese Zeit genügte, um die in den Stellungen befindlichen Großverbände des XIX. Korps ausweichen zu lassen. Auch dem Armeehauptquartier bei Belle Grove gelang einschließlich einer großen Anzahl von Sanitäts- und Versorgungswagen das Ausweichen nach Norden.
Inzwischen hatte Generalmajor Wright, der die Armee führte, das Schlachtfeld erreicht, und bereits vorher das VI. Korps marschbereit machen lassen. Es gelang ihm gemeinsam mit Brigadegeneral Emory, aus den ausweichenden Truppenteilen des XIX. Korps eine kampffähige Brigade zusammenzustellen, der es aus Stellungen bei Belle Grove gelang, die angreifenden Konföderierten erneut eine halbe Stunde aufzuhalten.
Zwei Divisionen des VI. Korps überschritten den Meadow Brook, als sie auf die ausweichenden Verbände des XIX. Korps trafen, die bei Bell Grove verteidigt hatten. Um nicht in den Strudel des Ausweichen und der Desorganisation hinein gerissen zu werden, bezogen beide Divisionen Stellungen auf den Höhen nördlich des Meadow Brook. Die dritte Division des VI. Korps bezog Stellungen am Friedhof von Middletown.
Die Kavalleriedivision Rossers hatte den Auftrag, nach dem Überschreiten des Cedar Creek das Ausweichen der Unionstruppen über den Valley Pike nach Norden zu verhindern. Das gelang nicht. Die Kavalleriedivision Generalmajors Custer hatte bis 07:00 Uhr die Truppenteile Rossers, die den Cedar Creek überquert hatten, angegriffen und über den Fluss zurückgedrängt.
Bis 07:00 hatten die konföderierten Divisionen unter der Führung Generalmajor Gordons den Valley Pike genommen und zwei Drittel der Shenandoah-Armee aus ihren Stellungen geworfen und stellenweise in die Flucht geschlagen. Gordon hatte den Brigadegeneralen Evans und Ramseur befohlen, mit ihren Divisionen das VI. Korps jenseits des Meadow Brook anzugreifen, während die Division Kershaws das VI. Korps in seiner rechten Flanke angreifen sollte.
Generalmajor Early hatte mit der Division Whartons und der Artillerie der Valley-Armee den Cedar Creek überquert und traf zwischen 07:00 Uhr und 07:30 Uhr Generalmajor Gordon auf dem Valley Pike an der Einmündung des Weges nach Belle Grove.
Als Early durch die eroberten Biwaks der Unionstruppen ritt, sah er viele eigene Soldaten beim Plündern. Er sandte sofort Offiziere seines Stabes zu den Plünderern, um dieses zu unterbinden, und befahl gleichzeitig den Divisionskommandeuren, ihre Soldaten wieder in ihre Verbände einzugliedern.

### 07:30 – 09:00

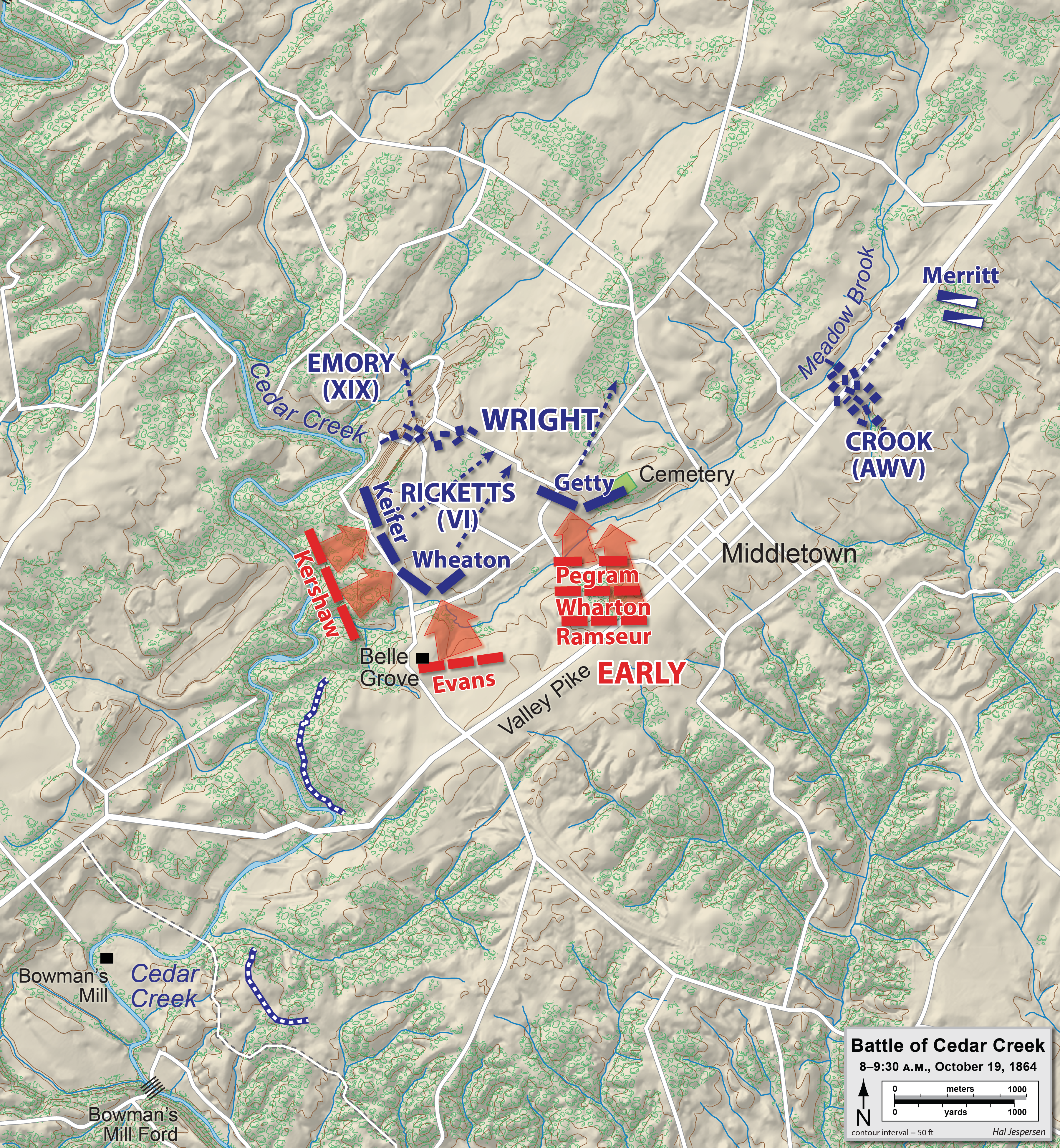
Erreichte Stellungen der Konföderierten bis 9:00 Uhr
rot: konföderierte Truppen
blau: Unionstruppen

Bei dem Zusammentreffen mit Generalmajor Gordon übernahm Early wieder das Kommando über die Armee, deren Hauptkräfte de facto seit Angriffsbeginn von Gordon geführt worden waren. Über den weiteren Verlauf des Gespräches gaben die Beteiligten und deren anwesende Stabsoffiziere später unterschiedliche Aussagen zu Protokoll.
Gordon und seine Begleiter behaupteten: „Early war in freudiger Ekstase, gab keine Befehle, tat nichts, erlaubte wertvollen Momenten durch seinen Zugriff zu schlüpfen.“ Gordon selbst schrieb Jahrzehnte später, Early habe gesagt: „Gut Gordon, das ist genug Ruhm für einen Tag!“ Er selbst habe gesagt: „So weit ist es sehr gut, aber wir brauchen noch einen Schlag und dann wird es keine organisierte Infanteriekompanie in Sheridans Armee mehr geben.“ Er erläuterte dem Oberbefehlshaber seinen Angriffsplan. Early habe erwidert: „Nicht notwendig; sie gehen auch so vom Schlachtfeld!“ Darauf sei Gordon wutschnaubend zu seiner Division geritten.
Early und seine ihn begleitenden Offiziere behaupteten jedoch, Gordon habe ihn nur kurz in die Lage eingewiesen und sei dann ohne weitere Worte zu seiner Division geritten. Early sei entlang des Pikes geritten, um persönlich Erkenntnisse über die Feindlage zu erhalten und den Angriff fortführen zu können. Er habe dann der Masse der Artillerie eine Feuerstellung befohlen, um Stellungen der Union bei Middletown zu bekämpfen. Early sei unbestreitbar freudig erregt gewesen und hatte möglicherweise geglaubt, dass die Unionstruppen nur noch wenig Widerstand leisten würden, aber er wollte nie die Verfolgung der Unionstruppen abbrechen.
Zwei Divisionen des VI. Korps hatten Stellungen am Nordhang des Meadow Creek bezogen, während die dritte Division sich am Friedhof nördlich von Middletown eingrub. Erst als Kershaws Division entlang des Cedar Creek vorrückte und die rechte Flanke des VI. Korps zu überflügeln drohte, wichen die beiden Divisionen des VI. Korps ständig kämpfend nach Norden aus. Der Schwerpunkt der konföderierten Angriffe verlagerte sich nun auf die dritte Division des VI. Korps nördlich von Middletown. Diese wehrte insgesamt Angriffe aller vier konföderierten Divisionen ab, bevor sie gegen neun Uhr weiter nach Norden auswich. Zu diesem Zeitpunkt hatte sich die 1. Kavalleriedivision unter dem Kommando von Brigadegeneral Wesley Merritt östlich von Getty positioniert und bedrohte nun Earlys Flanke.
Das Momentum des Angriffs der Konföderierten war nun endgültig verloren. Viele Soldaten hatten bereits vorher die Reihen verlassen und hatten begonnen, die eroberten Biwaks zu plündern. Nun verließen noch mehr Soldaten ihre Kompanien, um etwas zu erbeuten. Ein konföderierter Offizier beschrieb die Situation: „Während der morgendlichen Angriffe hatte die Südstaatler die Biwaks der Union überrannt und ein Füllhorn an Waren aufgedeckt. Das noch auf dem Feuer stehende Frühstück war verführerisch einladend und die geöffneten Zelte zeigte eine Szene, die für die Augen von konföderierten Soldaten entzückend aussah.“

### Plünderungen
Die Soldaten der Valley-Armee litten schon nach dem Ausweichen auf die Stellungen bei Fishers Hill Mangel an allem außer ihrer Entschlossenheit. Die Nachschuborganisation der Armee verfügte über zu wenige Waggons, um neben Munition auch ausreichend Verpflegung zu transportieren. Die wenigsten Soldaten hatten vor ihren Marsch zur Schlacht etwas gegessen, manche führten etwas kaltes Fleisch und trockenes Brot mit sich. Viele waren barfuß; ihre Bekleidung war verschlissen. Die Gewehre waren ausgeschossen.
Als die Unionssoldaten fluchtartig ihre Biwaks verließen, ließen sie vieles zurück, was den Konföderierten fehlte. Das war Bekleidung, Zelte und Schuhe, sowie Kaffee, Zucker, Brot und Dosenessen. Teilweise schmorte noch das Frühstück auf den Feuern. Die konföderierten Soldaten tauschten Schuhe und Bekleidung und wechselten ihre ausgeschossenen Gewehre mit brandneuen Springfield Gewehren.
Auch einfache Soldaten glaubten wie ihr Oberbefehlshaber, dass die Union geschlagen sei. Wegen ihrer Leistungen während der Schlacht bis hierher erwarteten sie eine Belohnung. Die Offiziere erkannten diese Stimmung ihrer Soldaten und gaben keine Befehle, das Plündern zu unterbinden. Schließlich würden die Soldaten nach wenigen Stunden wieder voll einsatzbereit sein und weiterkämpfen können.

### Gegenangriff der Union

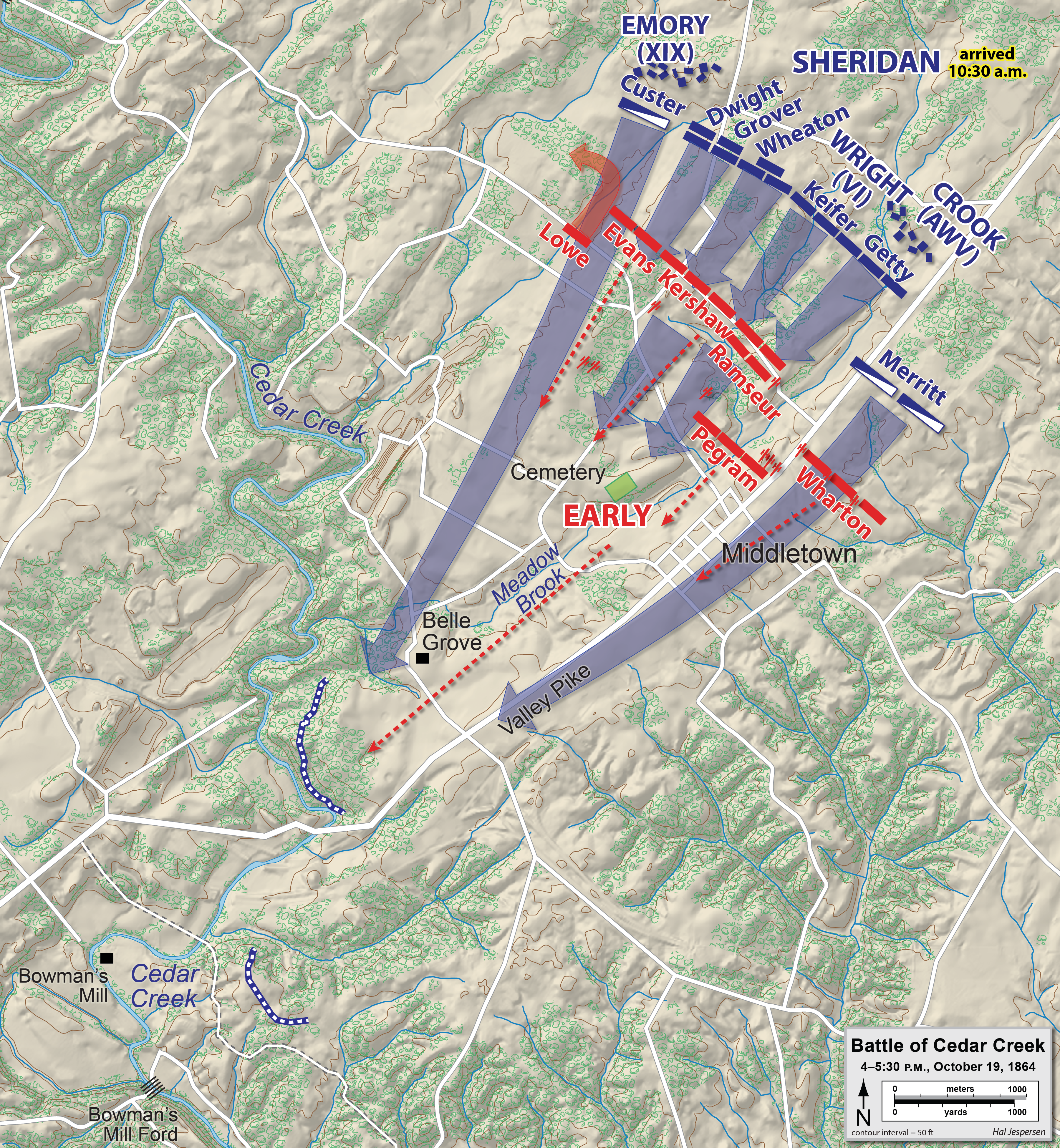
Gegenangriff der Union ab 16:00 Uhr
rot: konföderierte Truppen
blau: Unionstruppen

Generalmajor Sheridan war bereits am Vorabend der Schlacht von der Besprechung nach Winchester, Virginia, zwanzig Kilometer nördlich von Belle Grove, zurückgekehrt. Vom Geschützdonner beim Frühstück gestört sattelte er sein Pferd und ritt nach Süden. Dieser Ritt wurde zur Legende, von der ein Ausschnitt treffend im obigen Bild nachgestellt ist.
Tatsächlich galoppierte Sheridan nicht zwanzig Kilometer alleine am Stück, sondern wurde zum einen von Offizieren seines Stabes und seiner Eskorte begleitet und legte zum anderen immer wieder Pausen ein, um sich über die Lage unterrichten zu lassen oder Versprengte aufzuhalten und wieder in Richtung Front zu schicken.
Je mehr sich Sheridan der Front näherte, desto mehr traf er auf Versprengte, die ihm zujubelten. Mit markigen Worten gelang es ihm, die Soldaten hinter sich zu versammeln und geordnet an die Front zurückzuführen. Einen Regimentskommandeur, der ihm meldete: „Die Armee ist geschlagen!“ wies er mit den Worten zurecht: „Sie sind geschlagen, aber nicht die Armee!“
Sheridan erreichte gegen 10:30 Uhr das Schlachtfeld. Das VIII. und das XIX. Korps waren zerschlagen; das VI. Korps hielt Stellungen drei Kilometer nordwestlich von Middletown. Die Kavalleriedivisionen Custers und Merrits befanden sich rechts und links dieser Stellungen. Sheridans Schwerpunkt war zunächst, zumindest einige Brigaden des XIX. Korps wieder einsatzfähig zu machen, was ihm mit der Zeit gelang. Er positionierte die wieder einsatzbereiten Brigaden des Korps rechts des VI. Korps.
Early ließ die Zeit verstreichen und genehmigte erst auf Drängen Gordons einen erneuten Angriff mit begrenzten Ziel gegen 15:00 Uhr. Den Angriff wehrte das VI. Korps ab. Sheridan befahl einen Gegenangriff ab 16:00 Uhr. Die Reste des VIII. Korps blieben in Reserve. Die Konföderierten leisteten etwa eine Stunde lang heftigen Widerstand. Dann gelang es einer Brigade des XIX. Korps in eine Lücke der konföderierten Stellungen einzudringen. Bevor diese Lücke erneut geschlossen werden konnte, griff Custers Kavalleriedivision aufgesessen in diese Lücke hinein an.
Die Konföderierten versuchten geordnet auf die Übergänge über den Cedar Creek auszuweichen. Gleichzeitig gelang es der Kavalleriedivion Rossers auf dem linken Flügel die von Osten herannahemde Kavalleriedivision der Konföderierten abzufangen. Dem Gegenangriff Earlys mit den Divisionen Whartons und Pegrams auf das Zentrum der Union gelang es nur, das Vorgehen des VI. Korps zu verlangsamen. Auch mehrmaliges Vorlegen der konföderierten Artillerie konnte das Vorgehen des XIX. Korps nicht aufhalten. Der Einsatz der Kavallerie führte immer mehr zu einer Panik unter den Konföderierten, die ungeordnet nach Südwesten flüchteten.
In der Zwischenzeit hatte ein Regiment Custers eine kleine Brücke des Valley Pikes westlich Strasburgs zerstört, mit dem Ergebnis, dass sich Artilleriegeschütze und Versorgungsfahrzeuge zwischen dort und der Brücke über den Cedar Creek fünf Kilometer nordöstlich stauten. Dadurch konnte die Shenandoah-Armee die 18 Artilleriegeschütze zurückerobern, die am Morgen verloren gegangen waren, und zusätzlich 25 der Valley-Armee erbeuten.

## Auswirkungen
Im Gegensatz zu Sheridan gelang es Early trotz erheblichen persönlichen Einsatzes nicht, die fliehenden Soldaten der Valley-Armee zu sammeln und zu ordnen. In einem Tagesbefehl gab er ihnen die Schuld an der Niederlage.
Die Valley-Armee wich zunächst in den Raum um Fishers Hill und am 20. Oktober 1864 bis nach New Market aus. Bis zum Einbruch des Winters kam es zwischen den beiden Armeen immer wieder zu Gefechten im Zuge von gewaltsamer Aufklärung. Die Valley-Armee bezog ab Anfang Dezember Winterquartiere bei Staunton, Virginia; die Shenandoah-Armee bei Winchester.
General Lee beorderte große Teile der Valley-Armee unter der Führung Gordons als Gordons Korps nach Petersburg zur Nord-Virginia-Armee zurück; Grant beorderte das VI. Korps und zwei weitere Divisionen der Shenandoah-Armee zur Potomac-Armee zurück. Sheridan verließ das Winterquartier am 27. Februar 1865 und zerschlug die Reste der Valley-Armee am 2. März 1865 in der Schlacht bei Waynesboro, Virginia.
Der Verlust des Shenandoah-Tals traf die Nord-Virginia-Armee schwer, da ihr nur noch die Southside-Eisenbahnlinie zur Versorgung aus dem Westen zur Verfügung stand. Auch Versuche, die Truppen der Union durch Guerilla-Überfalle von Mosbys Rangern aus den Tal zu vertreiben, führten nicht zu Erfolgen.